# Schizoculina fissipara
Schizoculina fissipara е вид корал от семейство Oculinidae.

## Разпространение и местообитание
Видът е разпространен в Бенин, Габон, Гамбия, Гана, Гвинея, Гвинея-Бисау, Екваториална Гвинея, Кабо Верде, Камерун, Кот д'Ивоар, Либерия, Мавритания, Нигерия, Сао Томе и Принсипи, Сенегал, Сиера Леоне и Того.
Обитава крайбрежията на океани.